# Juan Genovés
Juan Genovés (* 31. Mai 1930 in Valencia; † 15. Mai 2020 in Madrid) war ein spanischer Maler und Grafiker.

## Leben und Werk
Genovés wurde 1930 als Sohn von Juan Genovés Cubells, einem Kunsthandwerker, geboren, dessen Familie der Arbeiterbewegung nahestand. Seine Mutter Maria Candel Muñoz stammte aus einer Familie praktizierender Katholiken. Genovés studierte an der Escuela de Bellas Artes de San Carlos in Valencia und ließ sich anschließend in Madrid nieder. 1957 hatte er erste Einzelausstellungen in der Galerie Alfil, Madrid und im Museo d’Arte Moderna, Havanna.
Er galt als wichtigster Vertreter der modernen spanischen Malerei. Seine in einem politisch engagierten, kritischen Realismus ausgeführten Bilder waren eine unmittelbare Antwort auf die faschistische Gewalt des späten Francoregimes. Die Themen des Künstlers waren Verhaftungen, Menschenjagden, Folter- und Mordszenen, wobei die Opfer in einer anonymen Masse mit ihren ebenfalls gesichtslosen Schergen konfrontiert wurden. Für die gehetzten Individuen, die er in einem „ameisenhaften Gewimmel“ darstellte, nutzte er Schablonen und Spritzpistole. Der Einsatz dieser technischen Mittel führte „[…] zu einer suggestiven Entindividualisierung der Gestalten, die das politische Engagement des Künstlers verstärkt.“
Die Arbeiten des Künstlers sind in zahlreichen Museumssammlungen vertreten, sein Werk wird von den Marlborough-Galerien vertreten und regelmäßig in London, New York, Rom, Barcelona, Madrid, Paris und Monaco sowie auf den internationalen Kunstmessen ausgestellt.

## Ausstellungen
- 1966 Biennale von Venedig
- 1971 Genovés. Frankfurter Kunstverein (auch Haus am Waldsee, Berlin, Württembergischer Kunstverein, Stuttgart, Städtische Kunsthalle, Recklinghausen)
- 1971 Aspetti della graphics europea, Museo d’Arte Moderna Ca’ Pesaro, Biennale von Venedig
- 1972 Genovés, Museum Boijmans Van Beuningen, Rotterdam
- 1983 Dreams and Nightmares, Hirshhorn Museum and Sculpture Garden, Washington
- 2004 El Pop Espanol, Museo de Arte Contemporáneo Esteban Vicente, Segovia, Spanien
- 2008 Die Hände der Kunst, MARTa Herford Museum für zeitgenössische Kunst